# Pierre van Ierssel
Pierre van Ierssel (Breda, 13 december 1916 - aldaar, 27 januari 1951) was een Nederlands beeldend kunstenaar.

## Biografie
Hij was actief in de periode van 1931 tot zijn dood in 1951 en signeerde zijn schilderijen met "Van Iersel". Hij leerde het vak van Dio Rovers en Gerrit de Morée, twee kunstenaars die aan de basis stonden van de oprichting van de Bredasche Kunstkring. Hij maakte schilderijen en (monumentale) wandschilderingen en was verder tekenaar en illustrator.
Van Ierssel was getrouwd met de kunstschilderes Dicky Rogmans. Hij overleed in 1951 in zijn woonplaats op 44-jarige leeftijd.

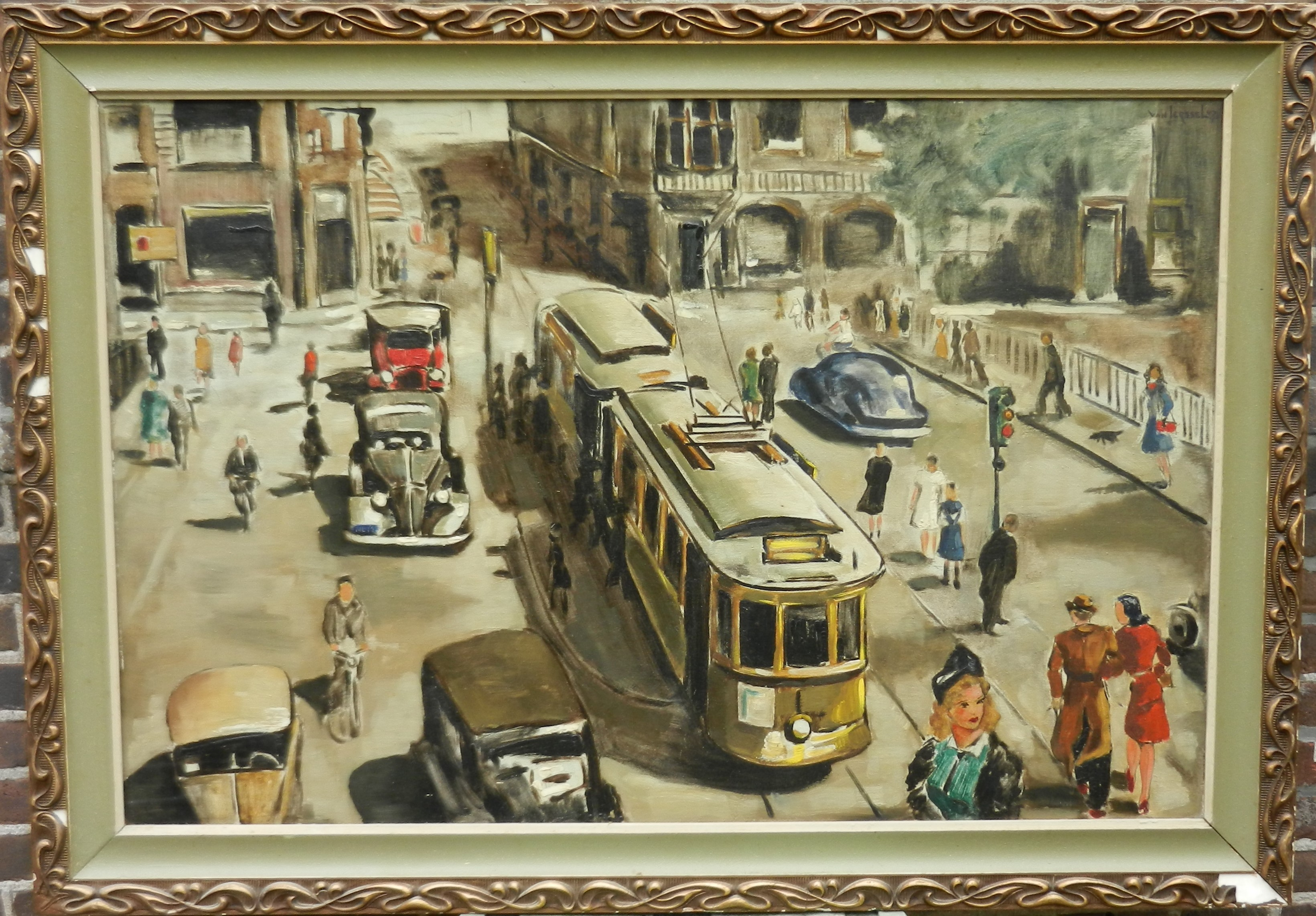
Leidsestraat in Amsterdam door Pierre van Ierssel

## Recensie
In 1948 nam van Ierssel deel aan de zomertentoonstelling van Jeroen Bosch in Concordia, Breda. Een recensent van de Stem was goed te spreken over zijn werk, het was "vaardig en kunstzinnig aanduidend 'waar het om gaat', de allerdiepste diepten beroerend, zonder er de toeschouwer mee te vermoeien."